# Троица. Мадонна с Младенцем у камина
«Троица. Мадонна с Младенцем у камина» — диптих работы нидерландского живописца эпохи Северного Возрождения Робера Кампена из собрания Государственного Эрмитажа в Санкт-Петербурге.
Картина представляет собой двустворчатый складень, изображение написано на двух дубовых досках одинакового размера 34,3 × 24,5 см. Работа посвящена двум основным догматам христианства — воплощению и искуплению. Справа представлено детство Христа (воплощение), слева — Снятие с креста (искупление); также на левой створке показан третий догмат христианства — Троица. Время создания — 1430-е годы; обе створки обрамлены одинаковым живописным орнаментом, написанным позднее.

## Иконографияисимволика

### Троица (левая сторона диптиха)
Изображён Бог Отец, сидящий на троне и поддерживающий тело Христа, на плече Христа показан белый голубь — он символизирует Святой Дух. На ручках трона имеются два небольших горельефа и две скульптуры над ними.
На левой ручке горельеф в виде увенчанной короной женской фигуры с крестом в одной руке и чашей Грааля в другой — это символ Христианства. На самой ручке показана фигурка пеликана, кормящего собственной кровью птенцов, которые были отравлены ядовитым дыханием змеи — эта композиция символизирует Христа-искупителя и таинство причащения.
На правой ручке креста написан горельеф с геральдическим символом Синагоги (то есть старых религий вообще и иудаизма в частности): падающая женщина с завязанными глазами, в одной руке она держит скрижали, а в другой — сломанный посох. Над ней, на ручке, изображена фигурка львицы с разинутой пастью, склонившаяся над львятами, лежащими лапами вверх — это символ распространённой в Средневековье легенды о том что львица рожает котят мёртвыми и через три дня вызывает их к жизни рычанием: этот образ трактовался как временная смерть Христа и его воскрешение через три дня по зову Бога Отца.
Над троном находится балдахин с распахнутым пологом.

Восседающий на троне бог-отец отрешён от всего земного, преисполнен величия и торжественности. Его неподвижная фигура, оцепеневшая под симметрично раскрытыми полотнищами балдахина, кажется раскрашенной скульптурой. И это не случайно. В городе Турне, где работал Робер Кампен, издавна существовала школа скульпторов. Отсюда, вероятно, скульптурная лепка выпуклых, объёмных фигур в его картинах и словно вырезанные из дерева складки одежды.

### Мадонна с Младенцем у камина (правая сторона диптиха)
Мадонна показана находящейся в домашнем интерьере. Она одета в богатое синее платье с красным мафорием (накидкой) и держит Богомладенца на коленях, правая рука протянута в сторону огня, горящего в камине, как бы для того, чтобы обогреть её — вероятно, это является указанием на время года: в Средневековье изображение человека, греющего руки у огня, символизировало январь. Камин украшен лепниной, одним из элементов которой является скульптурная фигурка шута. Справа от Мадонны находится небольшой столик с медным тазом и кувшином-умывальником; сверху висит полотенце. Пол выложен двухцветной плиткой в шахматном порядке. Сквозь окно, полуприкрытое ставнями, виден дом.
Советский искусствовед Н. Н. Никулин, проводя детальный анализ картины, писал:

Прозрачный свет наполняет пространство, а от полотенца и ставни окна на оштукатуренную стену падают двойные тени. Художник хотел показать взаимодействие нескольких источников света. Пусть это не всегда удавалось ему, пусть тени не всегда соответствуют естественной логике — сам факт обращения к сложной проблеме передачи света делает Робера Кампена новатором. В этом смысле он опередил художников итальянского Ренессанса.

## Провенанс
Считается, что диптих написан в 1430-е годы, однако вплоть до середины XIX века он нигде не упоминается. Он находился в собрании Д. П. Татищева, однако каким образом он к нему попал сведений не сохранилось. В каталоге Эрмитажа 1902 года, равно как и в работе Э. К. Липгарта 1911 года говорится, что диптих был куплен Татищевым в Испании, где он с 1815 по 1821 год был послом. Но ранее Татищев был послом в Неаполе (1802—1808 годы, где и начал собирать свою коллекцию), а после Мадрида — в Нидерландах (в 1821 году), а затем жил в Вене (1826—1841 годы), поэтому о месте приобретения картин можно только гадать.
После смерти Татищева вся его коллекция, включая и диптих Кампена, по завещанию поступила в Эрмитаж. Обе створки диптиха заключены в общую раму и выставлялись в здании Нового Эрмитажа в зале 261. В конце 2019 года диптих был снят с основной экспозиции и отправлен на реставрацию.

## Проблема авторства
Точная атрибуция диптиха долгое время была затруднена из-за сходства живописных манер Робера Кампена, Рогира ван дер Вейдена и Флемальского мастера. В эрмитажной описи 1859 года диптих значится как произведение школы Рогира ван дер Вейдена, в каталогах Эрмитажа 1863 и 1870 годов высказывалась гипотеза об авторстве сына Рогира, Питера ван дер Вейдена. Вааген также считал, что диптих принадлежит руке кого-то из учеников Рогира, возможно Хансу Мемлингу. Однако в 1898 году было усмотрено возможное авторство Флемальского мастера, эта версия также получила распространение в искусствоведческих трудах. В Эрмитаже считают, что автором диптиха является Робер Кампен.